# 광천동
광천동(光川洞)은 광주광역시 서구의 행정동이자 법정동이다. 광주광역시의 대표적인 관문인 유스퀘어가 있는 동이다.

## 주요 시설

### 방송국
- kbc 광주방송

### 문화 시설
- 유스퀘어 문화관
- 광천동성당

## 주거 환경
| 단지명          | 건설사   | 시행사           | 주소 | 입주       | 비고 |
| --------------- | -------- | ---------------- | ---- | ---------- | ---- |
| 호반써밋 광주   | 호반건설 | ㈜케이비씨플러스 |      | 2020년 2월 |      |
| 광천 이편한세상 | 대림산업 | 대림산업         |      | 2010년 2월 |      |